# Chloraspilates profugaria
Chloraspilates profugaria là một loài bướm đêm trong họ Geometridae.